# Dumyat
Dumyat (scozzese: Dùn Mhèad; pronuncia: /dəˈmaɪ.ɨt/) è una collina all'estremità occidentale delle Ochil Hills nella Scozia centrale. Si pensa che il nome derivi da Dun (fortezza) dei Meati.

## Descrizione
Sebbene la collina non sia molto elevata (altezza 418 m), la sua forma caratteristica spicca nel panorama dell'area di Stirling ed è spesso rappresentata assieme alla vicina Abbey Craig (in cartoline e calendari. La collina è una meta turistica frequentata dagli appassionati di storia, data la vicinanza del Monumento di Wallace.
Dumyat ha due vette principali: Castle Law ad ovest e Dumyat ad est. Sulla cima di Castel Law sono ancora visibili i resti di un'antica fortezza collinare anticamente occupata dai Meati. La prominenza topografica della collina è di 191 metri.